# Радикальные феи
Радикальные феи (англ. Radical Faeries) — свободно аффилированное сообщество и контркультурное движение, стремящееся к пересмотру квир-идентичности посредством светской духовности. Движение иногда рассматривается как форма неоязычества, включает также элементы анархизма и экоактивизма.
Отвергая гетеро-подражание, движение радикальные феи возникло во период сексуальной революции 1970-х годов среди геев в США. Движение расширялось совместно с более крупным движением за права геев, бросив вызов коммерциализации и патриархальным аспектам современной жизни ЛГБТК+ и развивая эклектичные идеи и ритуалы. Радикальные феи, как правило, ориентированы на полную независимость, выступают против истеблишмента и вовлечены в своё сообщество.
Движение было основано в Калифорнии в 1979 году гей-активистами Гарри Хэем и Доном Килхефнером. Под влиянием наследия контркультуры 1960-х годов они провели первую Духовную конференцию радикальных фей в Аризоне в сентябре 1979 года. Были сформированы региональные Круги фей и организованы другие крупные местные собрания. Килхефнер и более поздний ключевой участник Митч Уокер вышли из организации Хэя в 1980 году, движение продолжало расти и стало международным сообществом вскоре после второго собрания в 1980 году.
Радикальные феи объединяют широкий спектр гендерных идентичностей и сексуальных ориентаций. Святилища и собрания движения, как правило, открыты для всех, хотя некоторые собрания по-прежнему сосредоточены на индивидуальном духовном опыте геев, совместно создающих временные автономные зоны. Святилища фей адаптируют сельский образ жизни и экологически безвредные способы использования современных технологий как часть творческого самовыражения. Сообщества радикальных фей иногда вдохновляются аутентичными, местными или традиционными духовными традициями, особенно теми, которые включают в себя гендер-квир элементы.
Относятся к эклектическому неоязычеству в рамках деления неоязыческих движений на эклектизм и реконструкционизм.